# Svinhufvud i Westergötland
Svinhufvud i Westergötland är en svensk adlig ätt med ättenummer 199. Den äldste kände stamfadern är bergsmannen vid Stora Kopparberget, Torkel Andersson Skräddare, omnämnd 1538–1539, och bosatt på Hästberg vid Falun. Dennes son bergsmannen Daniel Torkelsson i Främby fick sköldebrev 22 juni 1581 av Johan III på Stockholms slott, med ett vildsvinshuvud i vapenskölden.
Daniel Torkelssons första hustru, Anna Jönsdotter, var dotter till häradshövdingen i Dalarna Jöns Persson på Risholn, Svärdsjö socken (nuvarande Sundborn socken). Hon härstammade genom sin mor från den medeltida Svinhufvudsläkten vid Kopparberget, och Daniel Torkelsson upptog således svinhuvudvapnet från sin svärmors släkt. Daniels och Annas söner, kyrkoherden Daniel Danielis Montanus (död 1588) i Vika socken, och fogden Jöns Danielsson till Främby, använde båda svinhuvudvapnet i sina sigill. Jöns Danielssons son majoren Carl Jönsson (död 1636) till Stora Dingelvik i Steneby socken i Dalsland, antog släktnamnet Svinhufvud efter vapenbilden. Han introducerades på det svenska riddarhuset å ättens vägnar 1633. Då flera av hans ättlingar kom att bo i Västergötland och Dalsland fick ätten på riddarhuset benämningen Svinhufvud i Westergötland för att skilja den från den andra adliga ätten med samma namn, Svinhufvud af Qvalstad. 
Till släktens mer kända medlemmar hör fotografen Axel Swinhufvud (1888–1978) och hans fars sexmänning Axel Svinhufvud (1867–1939), som var kapten i Kongostatens armé och senare brandchef i Stockholm. Sveriges Radios första kvinnliga direktör, Barbro Svinhufvud född Adams-Ray (1909–1991), tillhörde också denna släkt genom sitt giftermål med försäkringsdirektören Torkil Svinhufvud, vars far var kusin med den ovannämnde kaptenen Axel S.
Den nuvarande huvudmannagrenen av ätten kallade sig för Qvist redan vid slutet av 1600-talet och numera för Nordqvist. Den infördes i riddarhustamtavlan utifrån släktuppgifter i en bilaga till en ansökan om adelskap 1785 av asserssorn i Bergskollegium Benct Qvist Andersson (1726–1799), vars uppgifter vid närmare undersökning inte kunnat verifieras.
Ätten är via kvinnoled besläktad med adliga ätten Svinhufvud af Qvalstad.